# Parafia św. Barbary w Pionkach
Parafia św. Barbary w Pionkach – rzymskokatolicka parafia należąca do dekanatu pionkowskiego w diecezji radomskiej.

## Zasięg parafii
Ulice: Aleja Jana Pawła II, Brzozowej, Dębowej, Dolnej, Fabrycznej, Filtrowej, Jodłowej, Jordanowskiej, Kolejowej, Konopnickiej, Konstytucji 3 Maja, Kozienickiej, Kruczej, Legionistów, Mickiewicza, Obrońców Ojczyzny, Ogrodowej, Orzeszkowej, Parkowej, Płachty, Pokoju, Radomskiej, Różanej, Sienkiewicza (strona nieparzysta), Słowackiego, Sosnowej, Spokojnej, Sportowej, Szpitalnej, Szkolnej, 15 Stycznia, Wincentów, Zakładowej, Zielonej, Zwycięstwa, Żeromskiego.

## Historia
W kronice parafialnej zapisano:
„W roku 1924 barak (stara parowozownia) o wymiarach 12 × 25 metrów za zgodą dyrekcji fabryki, został przebudowany na kaplicę. Kaplica znajdowała się obok toru kolejowego”.

Nie poprzestano jednak na drewnianej kaplicy, lecz postanowiono wybudować nowy kościół.

W tym celu powołany został Komitet Budowy Kościoła, na czele którego stanął dyrektor Państwowej Wytwórni Prochu inż. Jan Prot, życzliwie ustosunkowany do podjętego zadania.
Innym argumentem uzasadniającym budowę świątyni była daleka odległość do kościoła parafialnego w Jedlni (7 km piaszczystej drogi).

Powstanie fabryki, w której produkowano proch, nitroglicerynę (materiały łatwopalne i niebezpieczne), przyczyniło się do tego, że często dochodziło do wybuchów, pożarów, a nawet zdarzały się wypadki śmiertelne. Na miejscu nie było jednak stałego księdza, który udzieliłby ludziom ostatniej posługi.

Mowa jest o tym w liście Stowarzyszenia Robotników Chrześcijańskich do Kurii Diecezjalnej:
„Pracując już od dłuższego czasu wśród robotników w Wojskowej Wytwórni Prochu w Zagożdżonie kilkakrotnie zwracaliśmy uwagę na potrzebę osiedlenia na miejscu księdza.
Przez niespełna dwa lata było w tej wytwórni trzy wybuchy, które pociągnęły za sobą kilkanaście ofiar.
Ostatni wybuch z dnia 25 marca 1926 roku już pociągnął za sobą 10 ofiar, z których 3 zmarło. Na miejscu jednak księdza nie ma, który w nagłych wypadkach miałby pieczę”.
1 czerwca 1928 rok biskup Paweł Kubicki dokonał poświęcenia kamienia węgielnego, a 12 maja 1929 roku biskup Marian Ryx, ordynariusz diecezji w Sandomierzu wydał dekret na mocy którego erygował nową parafię w Zagożdżonie, przy kościele pod wezwaniem św. Barbary.
4 grudnia 1933 roku, mieszkańcy Pionek (w tym roku zmieniono nazwę Zagożdżon na Pionki) byli świadkami wielkiej uroczystości, o której napisano w kronice:
„W uroczystej procesji w asyście wielu kapłanów i kilkutysięcznej rzeszy ludzi przeniesiono Najświętszy Sakrament ze skromnej drewnianej kaplicy do nowego kościoła”.
W 2007 władze miasta otrzymały zgodę ze Stolicy Apostolskiej, aby św. Barbara została patronką miasta Pionki. Ponieważ św. Barbara jest patronką wszystkich pracujących w warunkach zagrożenia dla życia (górników, hutników, pracowników zakładów chemicznych), dlatego też parafia została oddana pod jej opiekę.

## Kościół parafialny
Trójnawowa świątynia została zaprojektowana w stylu neobarokowym, na planie krzyża łacińskiego (crux ordinaria) przez Stefana Szyllera (1857–1933), architekta i konserwatora zabytków.

Wewnątrz znajduje się zaprojektowany przez Antoniego Chmielewskiego ołtarz główny, oraz trzy inne: Serca Bożego, Przemienienia Pańskiego i Matki Boskiej Częstochowskiej wraz z umieszczoną weń kopią obrazu Matki Boskiej Jasnogórskiej. Uwieńczenie wschodniej nawy stanowi kaplica poświęcona opiece Matki Bożej.

Na sklepieniu znajdują się malowidła przedstawiające czterech ewangelistów a filary podtrzymujące świątynię ozdobione są przez kolejne stacje drogi krzyżowej. W kościele znajduje się również marmurowa ambona. Trzy dzwony świątyni zostały nazwane kolejno: Jan, Stanisław i Zygmunt, na cześć swoich fundatorów, dyrektorów Państwowej Wytwórni Prochu. Zostały one zniszczone przez hitlerowców w czasie II wojny światowej.

## Proboszczowie
- ks. Ptaszyński Edward[2] (1927[3]–1932)
- ks. Naulewicz Jan[4] (1932–1940)
- ks. Kiersztajn Seweryn (1940–1950)
- ks. Zadęcki Tomasz[5] (1950–1963)
- ks. Stradomski Feliks (1963–1965)
- ks. Giżycki Józef (1965–1978)
- ks. Wacław Krzysztofik (1978–1990)
- ks. Andrzej Wołczyński (1990–1992)
- ks. kanonik Bujnowski Stanisław (1992–2021)
- ks. kanonik Robert Kowalski (od 2021)

## Zgromadzenia zakonne
- Zgromadzenie Służebnic Najświętszego Serca Jezusowego

15 listopada 1967 roku, z inicjatywy księdza proboszcza Józefa Giżyckiego przybyły do Parafii św. Barbary w Pionkach z Sieciechowa – Opactwa trzy Siostry Sercanki: s. Chryzostoma Rzecimska, s. Cherubina Glazar i s. Jarosława. Głównym celem sprowadzenia sióstr do Pionek było prowadzenie stołówki dla księży pracujących w parafii św. Barbary.

Zamieszkały w baraku przy plebanii i tak weszły na stałe do historii parafii, zajmując się pracą katechetyczną dzieci szkolnych i przedszkolnych, ubieraniem ołtarzy, praniem bielizny kościelnej, opieką chorych i opuszczonych.

Później Siostry podjęły pracę przy parafii jako zakrystianki, organistki oraz katechetki.